# Kanon (Fiktion)
Bei fiktionalen Werken stellt der Kanon jenes Material dar, welches als offiziell gültig für das fiktive Universum anerkannt wird. Oftmals wird der Begriff als Antonym zu Fan-Fiction gebraucht, wobei der Kanon hierbei „das originale Werk ist, von dem der Fan-Fiction-Autor borgt“.

## Ursprung
Das Konzept des Kanons kommt aus der Religion, wo der Bibelkanon bereits vor vielen Jahrhunderten erstellt wurde. Die nicht in den Kanon aufgenommenen Schriften werden hier als Apokryphen bezeichnet. In die Literatur übernommen wurde der Begriff zu Beginn des zwanzigsten Jahrhunderts. Ronald Knox benutzte ihn 1911 als Analogie in dem Essay Studies in the Literature of Sherlock Holmes, um Arthur Conan Doyles Werke von den Pastiches anderer Autoren zu unterscheiden. Seit diesem erstmaligen Gebrauch für die Sherlock-Holmes-Geschichten, der deren enormen Stellenwert in der Gesellschaft ausdrückte, wurde der Begriff für viele Medienfranchises verwendet – etwa für Star Trek, Star Wars, Mass Effect und Doctor Who –, in denen viele Geschichten in verschiedenen Medien erzählt worden sind, von denen sich manche widersprechen oder zu widersprechen scheinen.

## Arten von Kanonizität
Wenn es mehrere als offiziell deklarierte Werke oder Originalmedien gibt, kann unklar sein, was davon kanonisch ist. Das kann vermieden werden, erstens indem bestimmte Werke explizit vom Kanon ausgeschlossen werden (wie etwa bei Star Trek), zweitens durch verschiedene Ebenen von Kanonizität (wie im Fall von Star Wars bis zwei Jahre nach Übernahme von Lucasfilm durch Disney) oder drittens indem die einzelnen Medien unterschiedliche Kontinuitäten erhalten (etwa bei Battlestar Galactica).
Im Fall eines Reboots, bei dem im Allgemeinen die Kontinuität des Franchises völlig neu erdacht wird, hat die Erstellung eines Kanons besondere Priorität. Dies kann jedoch problematisch sein – so wurden etwa die Einführung einer alternativen Zeitlinie und die starke Abänderung von Charakteren in dem Film Star Trek (2009) von Fans kritisiert, weil dies den bisherigen Kanon des Universums durcheinanderbringe. Wird ein neues Universum eines Franchise erschaffen, bedeutet Kanon, dass andere Autoren und Regisseure andere Werke des Kanons für ihre Geschichte berücksichtigen. Die Werke innerhalb eines Kanons sollten sich inhaltlich nicht widersprechen.
Im Falle, dass verschiedene Medien desselben Franchises über unterschiedliche Kontinuitäten verfügen, kann die Rezeption des einen jedoch sehr wohl auch Auswirkungen auf das andere haben. Als Beispiel kann die Übernahme von Figuren genannt werden – Phil Coulson wurde etwa für das Marvel Cinematic Universe geschaffen, aufgrund seiner Popularität jedoch auch in Marvels Comic-Universum eingeführt. Marcus Williams aus dem ersten Kick-Ass-Film wurde ebenfalls nach Erfolg des Films in die zugehörigen Comics übernommen, seine Rolle wurde jedoch entsprechend den unterschiedlichen Entwicklungen der Geschichte abgewandelt. Der Zweitname von James T. Kirk, Tiberius, kommt ursprünglich aus der nicht zum Star-Trek-Kanon zählenden Serie Die Enterprise und wurde später in die kanonischen Kinofilme übernommen.

### Beispiele
Die offizielle Star-Trek-Website beschreibt den Kanon dieses Universums als „die Ereignisse, die sich in den Realfilmen und -episoden zutragen“. Also ergeben die Fernsehserien Raumschiff Enterprise, Raumschiff Enterprise: Das nächste Jahrhundert, Star Trek: Deep Space Nine, Star Trek: Raumschiff Voyager, Star Trek: Enterprise und die Kinofilme zusammen den Kanon. Ereignisse, Figuren und Handlungsstränge aus den Begleitbüchern, Comics, Videospielen und anderen Medien sind aus dem Kanon ausgeschlossen. Auf der Webseite wird jedoch festgehalten, dass „der Kanon nicht in Stein gemeißelt ist“.
Der Star-Wars-Kanon hatte bis 2014 mehrere Ebenen. Die höchste Ebene bildete sich aus den damals sechs Kinofilmen und Statements von George Lucas, während das erweiterte Universum auf einer niedrigeren Ebene lag. Das komplexe System wurde im Jahr 2008 von einem einzigen Lucasfilm-Mitarbeiter verwaltet. Im April des Jahres 2014 wurde angekündigt, den bisherigen Kanon auszukoppeln und unter dem Namen Legends als alternative Zeitlinie zu kennzeichnen, während ein neuer Kanon mit einem neuen Expanded Universe erstellt wird. Nahezu alle neuen Begleitmedien, beginnend mit der Serie Star Wars Rebels und Romanen wie Tarkin im Jahr 2014, werden dieselbe Kanonizität wie die Filme haben.
Auch bei Harry Potter gibt es Uneinigkeiten bezüglich des Kanons. Während die Bücher unstrittig den Kern des Kanons bilden, ist für viele Fans auch all jenes Teil des Kanons, das Autorin Joanne K. Rowling außerhalb von diesen verifiziert hat (etwa in Interviews, auf ihrer Website oder via Twitter). So wird auch Pottermore als einzige Website meist zum Kanon hinzugezählt, da Rowling Gründerin ist und dort neue Informationen veröffentlicht – es sind dort allerdings teils den Büchern widersprechende Informationen zu finden. Noch größere Uneinigkeit herrscht darüber, ob Websites wie etwa die von Warner Bros., die auch „offiziell“ sind, ebenfalls Teil des Kanons sind.
Beispiel: Ein auf der von Warner betriebenen, offiziellen Website für Harry-Potter-Poster veröffentlichtes Poster zeigte den in den Büchern nur als Gregorowitsch bekannten Zauberstabmacher unter dem Namen Mykew Gregorovitch (deutsch Mykew Gregorowitsch). Während etwa das englische Harry-Potter-Wiki diesen Vornamen als Kanon anerkennt, sind einige deutsche Fanseiten dagegen, diese Information in den Kanon aufzunehmen. Harry Potter und das verwunschene Kind gehört laut Autorin zum Kanon, wird aber wegen eklatanten Widersprüchen zum (sonstigen) Kanon in der Fangemeinde großteils nicht als solcher anerkannt.
Als erklärter Gegner eines Kanonkonzepts gilt Russell T Davies, der 2005 Doctor Who wiederbelebte. Er gibt an, nicht über einen strengen Kanon für die Serie und seine Spin-offs nachzudenken.

## Fanon
Fan-Fiction wird im Allgemeinen nicht als Teil des Kanons angesehen. Allerdings können bestimmte darin ausgedrückte Ideen in Fankreisen weithin akzeptiert werden, was von diesen als „Fanon“ bezeichnet wird (ein Portmanteauwort aus fan und Kanon).  Der Begriff "Headcanon" wird verwendet, um die persönliche Interpretation eines Fans von einem fiktiven Universum zu beschreiben.